# MS Star
MS Star er en hurtig Ro-Pax færge, der drives af det estiske rederi Tallink. Hun blev bygget på Aker Finnyards Hietalahti skibsværftet i Helsinki i Finland og blev taget på Tallink's Helsinki-Tallinn ruten den 12. april 2007.
MS Star var den første hurtigfærge i stand til at sejle hele året rundt på Helsinki-Tallinn ruten. Skibets design er stærkt baseret på færgen MS SeaFrance Rodin, bygget af Aker Finnyards for SeaFrance i 2001. Oprindeligt blev det oplyst, at MS Star ikke ville have nogen passagerer senge, men senere blev det oplyst at MS Star ville have 520 passagerer senge, hvilket betyder, at skibet kan tilbyde korte natten krydstogter til Tallinn samt en transport service i løbet af dagen. Den grønne ydre bemaling af skibet er ifølge Tallink et salgsfremmende materiale som også skulle afspejle det miljøvenlige aspekt af skibets design.
MS Star har tre daglige afgange fra både Helsinki og Tallinn med en varighed på under to timer. I Tallink markedsføring er MS Star ofte blevet refereret til som "Tallink Star". Skibets planlagte leveringsdato var oprindelige d. 5. april 2007, men blev udsat til d. 12. april 2007, på grund af problemer med den vigtige motor.

## Eksterne links
- Tallink official website for Star Arkiveret 8. oktober 2007 hos  Wayback Machine
- "Fakta om Fartyg: M/S Star (2007)". Arkiveret fra originalen 31. juli 2012. Hentet 13. maj 2010.
- Star at marinetraffic.com

- Wikimedia Commons har flere filer relateret til MS Star